# Coupe d'Irlande de football 1924-1925
Navigation
Édition précédente Édition suivante
La Coupe d'Irlande de football 1924-1925, en anglais The Football Association of Ireland Challenge Cup, est la 4e édition de la Coupe d'Irlande de football organisée par la Fédération d'Irlande de football. La compétition commence le 3 janvier 1925, pour se terminer le 17 mars 1925. Le Shamrock Rovers Football Club remporte pour la première fois la compétition en battant en finale un autre club dublinois Shelbourne Football Club.

## Premier tour
| Club recevant          | Score | Club visiteur          | Date           |
| ---------------------- | ----- | ---------------------- | -------------- |
| Bohemian FC            | 0-2   | Shamrock Rovers        | 3 janvier 1925 |
| Brooklyn FC            | 6-2   | Jacob's Football Club  | 3 janvier      |
| Shelbourne FC          | 3-3   | Fordsons Football Club | 3 janvier      |
| Fordsons Football Club | 0-1   | Shelbourne FC          | 11 janvier     |
| Athlone Town           | 5-3   | Cork Bohemians FC      | 10 janvier     |

Les clubs de Saint James's Gate FC, Pioneers FC, Bray Unknowns Football Club et Drumcondra Football Club sont exemptés du premier tour.

## Second tour
| Club recevant               | Score | Club visiteur   | Date            |
| --------------------------- | ----- | --------------- | --------------- |
| Bray Unknowns Football Club | 4-0   | Pioneers FC     | 17 janvier 1925 |
| Brooklyn FC                 | 0-4   | Shelbourne FC   | 17 janvier      |
| Drumcondra Football Club    | 0-2   | Athlone Town    | 17 janvier      |
| Saint James's Gate FC       | 0-1   | Shamrock Rovers | 17 janvier      |

## Demi-finales
| Première demi-finale | Shelbourne Football Club  | 4-0 | Athlone Town Football Club | Dalymount Park, Dublin |  |
| 14 février 1925      | Doran (2) Maguire Crowzer |     |                            |                        |  |

| Deuxième demi-finale | Shamrock Rovers Football Club | 2-1 | Bray Unknowns Football Club | Shelbourne Park, Dublin |  |
| 28 février 1925      | John Joe Flood Alec Kirkland  |     |                             |                         |  |

## Finale
La finale se déroule à Dalymount Park à Dublin le 17 mars 1925. Elle oppose deux clubs basés dans le même quartier de Dublin, Ringsend. Shamrock Rovers l'emporte 2 buts à 1 sur le Shelbourne FC devant 23 000 spectateurs, ce qui est le record du stade. 
| Finale       | Shamrock Rovers Football Club | 2-1     | Shelbourne Football Club | Dalymount Park                                          |                                                         |
| 17 mars 1925 | Bob Fullam John Joe Flood |         | William Glen (csc) | Spectateurs : 23 000 Arbitrage : J.T. Howcroft (Bolton) | Spectateurs : 23 000 Arbitrage : J.T. Howcroft (Bolton) |
| 17 mars 1925 | Paddy O'Reilly, Alec Kirkland, Patrick 'Doc' Malone, William 'Sacky' Glen, Dinny 'Nettler' Doyle, Ned Marlowe, Charlie 'Spid' Jordan, Bob Fullam, Billy Farrell, John Joe Flood, John Fagan. | Équipes | Paddy Walsh, Franck Daly, Paddy Kavanagh, Kelly, Val Harris, Mick Foley, Laxton, Bob Crowzer, John Doran, Terry Mulvanny, Sammy Wilson. | Spectateurs : 23 000 Arbitrage : J.T. Howcroft (Bolton) | Spectateurs : 23 000 Arbitrage : J.T. Howcroft (Bolton) |